# آندژی پونگوفسکی

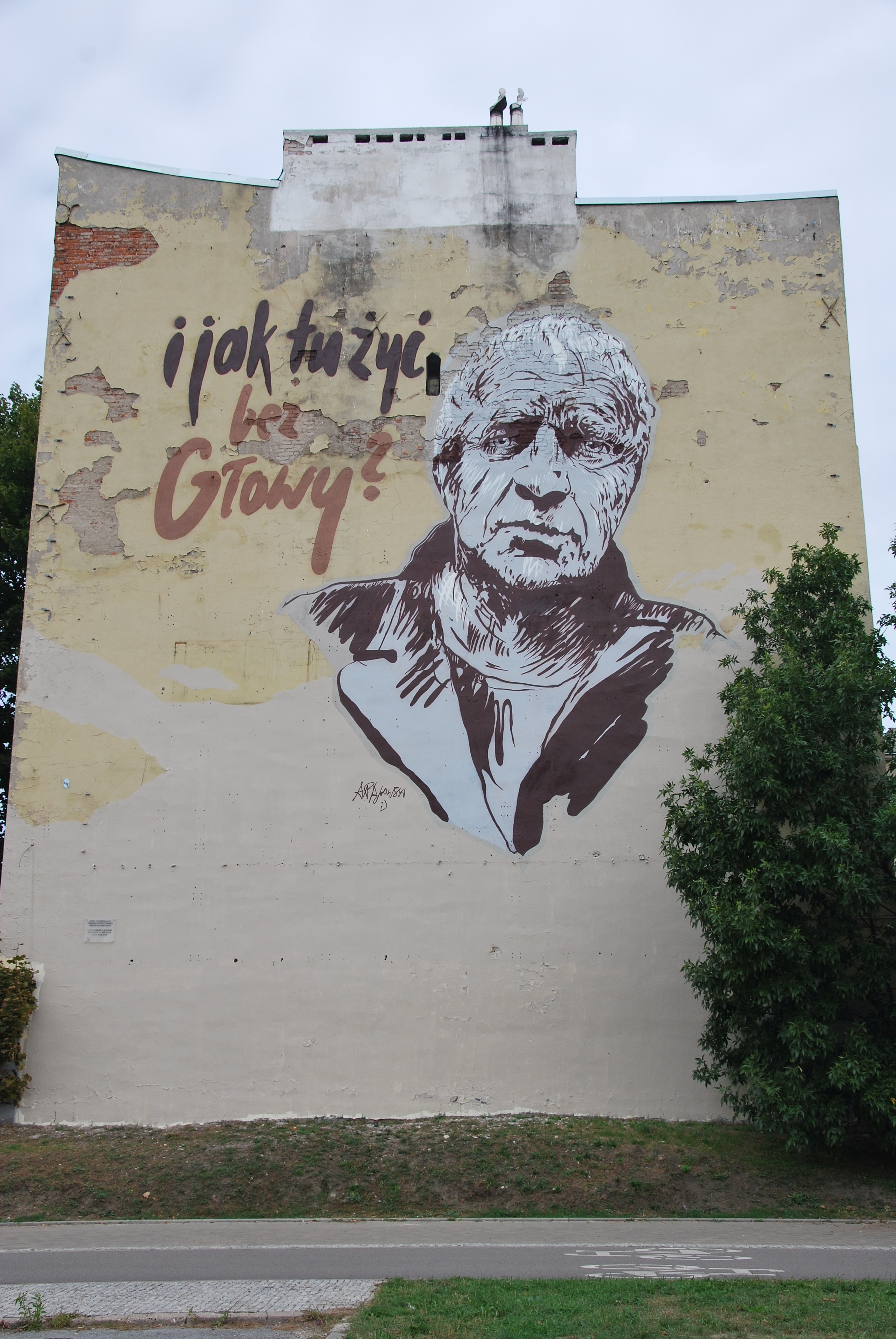
دیوارنگاره‌ای در شهر ووچ اثرِ آندژی پونگوفسکی که در آن تصویری از یانوش گووواتسکی دیده می‌شود و به این هنرمند تقدیم شده‌است.

آندژی پونگوفسکی (لهستانی: Andrzej Pągowski؛ زادهٔ ۱۹۵۳) هنرمند، طراح و گرافیست اهل لهستان است که در زمینهٔ هنرِ طراحی گرافیک و پوستر تخصص دارد.
پونگوفسکی دانش‌آموختهٔ «دانشگاه دولتی هنرهای زیبا» در پوزنان است. او علاوه بر طراحی پوستر که علاقهٔ اصلی اوست، به طراحی صحنه‌های تئاتر، چاپ و کاتالوگ نیز می‌پردازد. وی در سال ۱۹۹۲ مدیر طراحی هنری نسخهٔ لهستانی مجلهٔ پلی‌بوی شد. آثار هنری او را می‌توان در بسیاری از موزه‌های اروپایی و همچنین موزه هنر مدرن نیویورک یافت. پونگوفسکی همچنین نمایشگاه‌های هنری انفرادی در استکهلم، پاریس، لندن و ورشو داشته‌است.
آندژی پونگوفسکی طراحِ ستاره‌های پیاده‌روی ستارگان ووچ است.